# باشگاه بسکتبال رئال مادرید بی
باشگاه بسکتبال رئال مادرید بی (به اسپانیایی: Real Madrid Baloncesto B) تیم ذخیره رئال مادرید است. این تیم در حال حاضر در لیگ آماتور سطح ۴ سطح اسپانیا، لیگ EBA بازی می‌کند.

## تاریخچه
تیم ذخیره رئال مادرید در سال ۱۹۵۵ با نام CB Fiesta Alegre تأسیس شد، اما از سال ۱۹۳۱ بازی می‌کرد. فیستا آلگره بعدها با نام کلاب هسپریا نیز شناخته شد. با این نام در طول سه فصل، در لیگ ناسیونال، لیگ برتر اسپانیا، و در یک فینال کوپا دل ری (جام اسپانیا) بازی کرد. هسپریا تنها تیم ذخیره‌ای بود که می‌توانست در این بازی‌ها بازی کند. هسپریا در سال ۱۹۶۰ از جایگاه خود در لیگ استعفا داد.
در سال ۱۹۹۸، این تیم دوباره تأسیس شد و از آن زمان، علیرغم وقفه میان سال‌های ۲۰۰۳ و ۲۰۰۶، به رقابت خود ادامه داد. در سال ۲۰۰۶، آغاز به بازی در بخش LEB 2 کرد.

## فصل به فصل

### به‌عنوان باشگاه هسپریا
| فصل     | ردیف | بخش    | پوز |        | کوپا دل ری |
| ------- | ---- | ------ | --- | ------ | ---------- |
| ۱۹۵۷–۵۸ | ۱    | 1ª بخش | ۶   | ۷–۱۱   | مقام پنجم  |
| ۱۹۵۸–۵۹ | ۱    | 1ª بخش | ۸   | ۸-۱-۱۳ | نیمه نهایی |
| ۱۹۵۹–۶۰ | ۱    | 1ª بخش | ۵   | ۱۴–۱–۷ | نایب‌قهرمان |

### از زمان بنیانگذاری دوباره آن در سال ۱۹۹۸
| ۱۹۹۸–۹۹ | ۳                         | لیگ EBA                   |                           | ۱۹–۱۱                     |                           |                           |
| ۰۰–۱۹۹۹ | ۳                         | لیگ EBA                   |                           | ۱۴–۱۲                     |                           |                           |
| ۲۰۰۰–۰۱ | ۴                         | لیگ EBA                   |                           | ۲۲–۸                      |                           |                           |
| ۲۰۰۱–۰۲ | ۴                         | لیگ EBA                   |                           | ۲۴–۱۰                     |                           |                           |
| ۲۰۰۲–۰۳ | ۴                         | لیگ EBA                   |                           | ۲۰–۱۰                     |                           |                           |
| ۲۰۰۳–۰۶ | در هیچ مسابقه‌ای شرکت نکرد | در هیچ مسابقه‌ای شرکت نکرد | در هیچ مسابقه‌ای شرکت نکرد | در هیچ مسابقه‌ای شرکت نکرد | در هیچ مسابقه‌ای شرکت نکرد | در هیچ مسابقه‌ای شرکت نکرد |
| ۰۷–۲۰۰۶ | ۳                         | LEB 2                     | ۱۸                        | ۷–۲۷                      |                           |                           |
| ۲۰۰۷–۰۸ | ۴                         | LEB Bronce                | ۶                         | ۱۹–۱۶                     |                           |                           |
| ۰۹–۲۰۰۸ | ۴                         | LEB Bronce                | ۱۵                        | ۹–۲۱                      |                           |                           |
| ۲۰۰۹–۱۰ | ۳                         | LEB Plata                 | ۱۶                        | ۱۲–۱۶                     |                           |                           |
| ۲۰۱۰–۱۱ | ۴                         | لیگ EBA                   |                           | ۲۲–۱۰                     |                           |                           |
| ۲۰۱۱–۱۲ | ۴                         | لیگ EBA                   |                           | ۲۴–۶                      |                           |                           |
| ۲۰۱۲–۱۳ | ۴                         | لیگ EBA                   |                           | ۱۷–۱۱                     |                           |                           |
| ۲۰۱۳–۱۴ | ۴                         | لیگ EBA                   |                           | ۲۴–۹                      |                           |                           |
| ۲۰۱۴–۱۵ | ۴                         | لیگ EBA                   |                           | ۲۲–۷                      |                           |                           |
| ۲۰۱۵–۱۶ | ۴                         | لیگ EBA                   |                           | ۱۶–۱۰                     |                           |                           |
| ۲۰۱۶–۱۷ | ۴                         | لیگ EBA                   | [ پ ]                     | ۲۳–۷                      |                           |                           |
| ۲۰۱۷–۱۸ | ۴                         | لیگ EBA                   |                           | ۲۳–۷                      |                           |                           |
| ۲۰۱۸–۱۹ | ۴                         | لیگ EBA                   | [ پ ]                     | ۲۴–۶                      |                           |                           |
| ۲۰۱۹–۲۰ | ۴                         | لیگ EBA                   |                           | ۱۷–۶                      |                           |                           |
| ۲۰۲۰–۲۱ | ۴                         | لیگ EBA                   |                           | ۱۶–۲                      |                           |                           |
| ۲۰۲۱–۲۲ | ۴                         | لیگ EBA                   |                           | ۲۰–۹                      |                           |                           |

1. ↑  با وجود سقوط به لیگ EBA، این باشگاه پس از انحلال LEB Bronce به LEB Plata دعوت شد.
2. ↑  برای ادامه بازی در LEB Plata استعفا داد.
3. 1 2  از بازی در مرحله نهایی استعفا داد زیرا در همان تاریخ‌هایی که فینال تورنمنت نسل بعدی برگزار شد.

## بازیکنان برجسته
| شاخص |
| --- |
| برای حضور در این بخش، بازیکن باید یکی از موارد زیر را داشته باشد: - زمانی که در باشگاه هستید یک رکورد باشگاهی ثبت کنید یا یک جایزه فردی کسب کنید - حداقل یک بازی رسمی بین‌المللی برای تیم ملی خود در هر زمان انجام داده‌است - حداقل یک بازی رسمی NBA را در هر زمان انجام داده‌است. |

- نیکلاس ریکوتی
- نژاد سینانوویچ
- فیلیپه دوس آنجوس
- کنستانتین کوستادینوف
- بویان بوگدانوویچ
- اوندژ استاروستا
- هانری ویزار
- نیکوس پاپاس
- ماتئو اسپانیلو
- دینو رادونچیچ
- ماسیج لامپ
- امانوئل کاسه
- منصور کاسه
- لوکا دونچیچ
- پابلو آگیلار
- ویکتور آرتیاگا
- جاناتان باریرو
- آنتونیو بوئنو
- دنی دیز
- عثمان گاروبا
- ادواردو هرناندز-سونسکا
- ویلی هرنانگومز
- ایناکی دی میگل
- نیکولا میروتیچ
- خوان نونیز
- سانتیاگو یوستا
- ملوین پانتزار